# Aeroportul São José do Rio Preto
Aeroportul São José do Rio Preto (IATA: SJP, ICAO: SBSR) este un aeroport din São Paulo, Brazilia ce deservește zona São José do Rio Preto. Aeroportul a fost tranzitat în 2022 de 641.467 de pasageri. A fost numit după zona deservită.
Situat la o altitudine de 544 m, aeroportul dispune de 1 pistă. Este operat de Socicam⁠(d).

## Infrastructură

### Piste
Aeroportul dispune de o singură pistă. Pista 07/25 are suprafața de asfalt și dimensiunile 1.640 m × 35 m. 